# بازار کازرون
بازار بزرگ کازرون از بازارهای تاریخی ایران است که در مرکز شهر کازرون قرار دارد. این بازار مسقف شامل چندین بازار کوچک است و به سبک معماری سنتی کازرون ساخته شده است. قدمت بازار کازرون مربوط به سده‌های چهارم و پنجم هجری است. اما بخشی از بنای جدید آن صفوی و بخشی قاجاری است. دو بازار شاه‌حمزه و مس‌گر‌ها (ابافتح) به‌عنوان زیرمجموعه‌های بازار کازرون به‌طور جداگانه در فهرست آثار ملی ایران به ثبت رسیده‌اند. این بازار هم‌اکنون به‌عنوان قطب اقتصادی غرب فارس شناخته می‌شود.
بازار بزرگ کازرون بزرگترین بازار مسقف استان فارس و ششمین بازار بزرگ ایران محسوب می‌شود.
بازار بزرگ کازرون با قدمت بالای هزار و سیصد سال قدیمی ترین بازار ایران میباشد.  
این بازار بزرگ قلب تپنده غرب استان فارس هست.

## موقعیت و پیشینه
بازار بزرگ کازرون در محلهٔ بازار و در هستهٔ مرکزی شهر کازرون واقع شده است. این بازار حد فاصل میدان تاریخی شهدا (خیرات) و خیابان‌های شهدای شمالی، ابواسحاق، حضرتی و ابوذر قرار گرفته است. نام محلهٔ بازار کازرون در متون سده‌های چهارم و پنجم هجری ذکر شده و ظاهراً بازار در آن دوران در سطح وسیع‌تری فعال بوده است. اما بخش‌هایی از ساختمان کنونی این بازار مربوط به دورهٔ صفویه و بخش‌هایی مربوط به دورهٔ قاجار است.

## زیرمجموعه‌ها

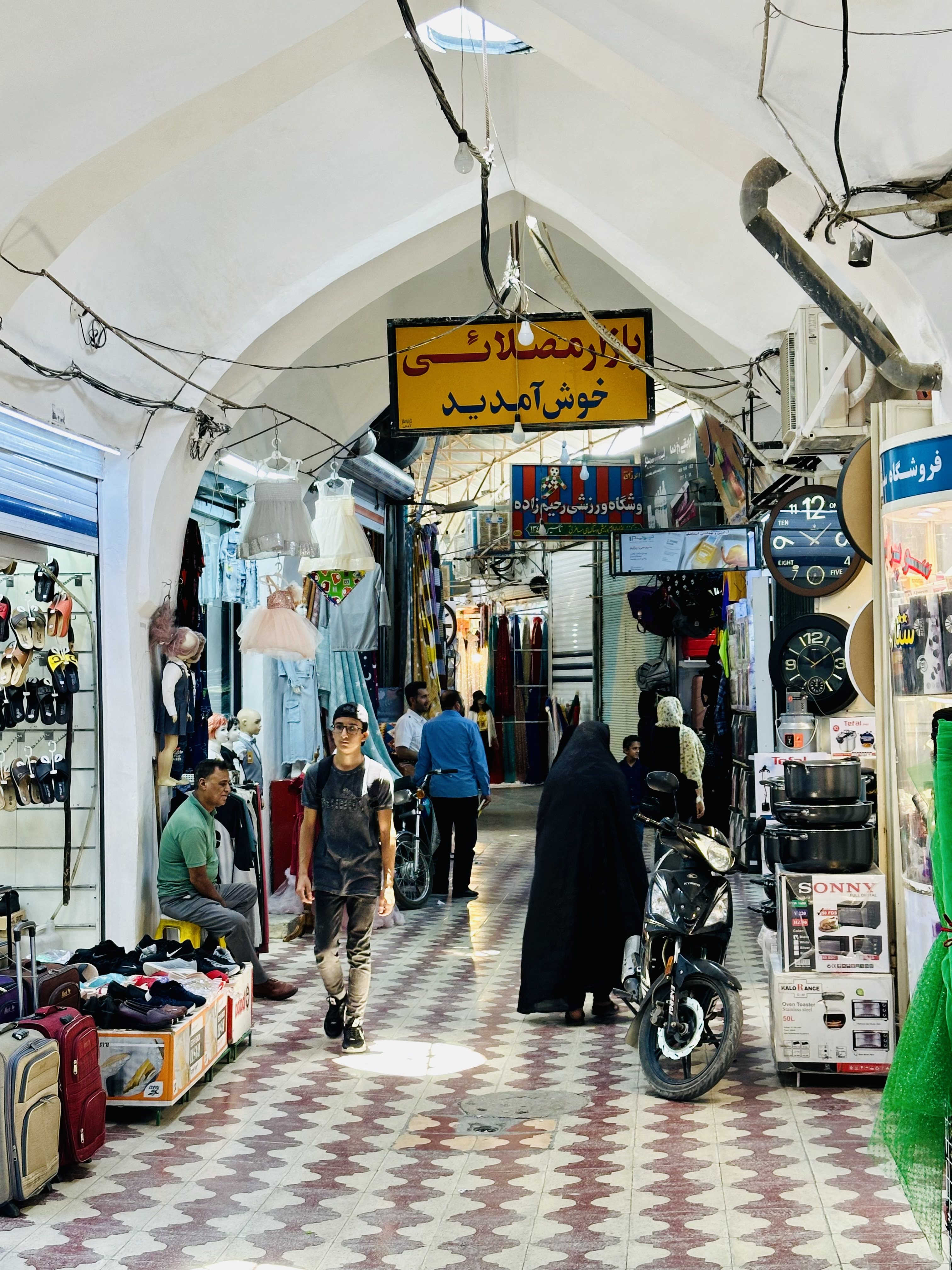

بازار بزرگ کازرون شامل زیرمجموعه‌های متعددی است. دو بازار شاه‌حمزه و مس‌گرها (ابافتح) در سال ۱۳۸۵ در فهرست آثار ملی ایران به ثبت رسیده‌اند. از دیگر بازارهای زیرمجموعهٔ بازار کازرون می‌توان به بازارهای معین‌التجار (امام خمینی)، مُخی (نخل)، نمدمال‌ها، طلافروشان، لباس‌فروشان، کفش‌فروشان، برادران و بازارهای دیگر اشاره کرد.

### بازار شاه‌حمزه
این بازار از قسمت جنوبی امام‌زاده شاه‌حمزه شروع می‌شود و به میدان وسیعی به نام میدان رنگ‌رزی (بازار رنگ‌رزها) می‌رسد. در میان طاق‌های گچی پی در پی این بازار، نورگیرهایی به نام خورَک وجود دارد که وظیفهٔ تأمین روشنایی و تهویهٔ بازار را بر عهده داشته‌اند.

### بازار مس‌گر‌ها
بازار مس‌گرها که به نام بازار ابافتح نیز مشهور است، میدان و بازاری‌است که به شکل مستطیل ساخته شده و در ضلع جنوب شرقی خود به بازار شاه‌حمزه متصل است. در این قسمت مسجدی به نام حاج تاج با قدمتی حدود یک سده وجود دارد.

### بازار نمدمالی
این بازار محل کسب و کار کارگاه‌های متعدد نمدمالی بوده و به صورت شرقی غربی احداث شده است. اما امروزه تقریباً تمام این کارگاه‌ها تغییر کاربری داده‌اند. در گذشته دو آسیاب به نام‌های محسنی و شاکر در این قسمت دائر بود که امروزه تنها ساختمان آسیاب شاکر پابرجا مانده است.

### بازار مُعین‌التجّار
این بازار به نام‌های بازار امام خمینی و شهربانی نیز شناخته می‌شود. چند دهه پیش مرکز انتظامی کازرون در میانهٔ این بازار قرار داشت.

## معماری
معماری بازار کازرون به روش معماری سنتی و بومی کازرون، دارای طاق‌های گچی پی در پی و یک‌دست سفید می‌باشد که تداوم معماری ساسانی در ترکیب با معماری اسلامی است. برخی از عناصر معماری این بازار در کشور منحصربه‌فرد است. جنس مصالح اصلی ساختمان بازار عموماً از گچ و سنگ است.

## وضعیت کنونی
بازار بزرگ کازرون همچنان به عنوان یکی از بازارهای پر رونق کشور و قطب اقتصادی کازرون، شهرستان‌های غرب استان فارس و بخشی از شهرهای جنوبی کشور به شمار می‌رود.

## مسجد جامع بازار

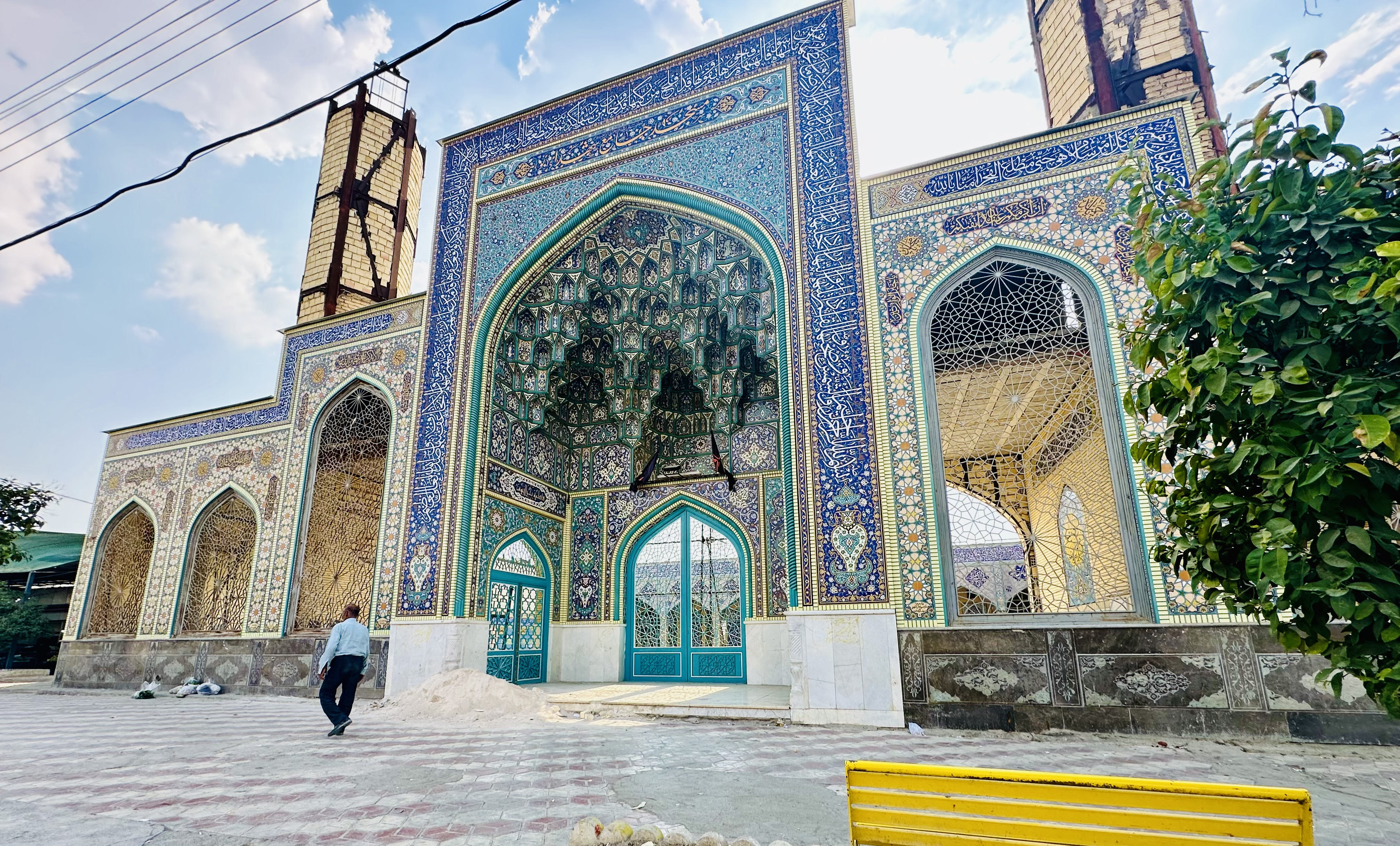

مسجد جامع بازار که امروزه با نام مسجد شهدا نیز شناخته می‌شود، از مساجد تاریخی کازرون و متعلق به قرن سیزدهم میلادی می‌باشد که مورد استفادهٔ بازاریان بوده است.